# Peter Mooney
Peter Mooney (Winnipeg, 19 augustus 1983) is een Canadees acteur. Hij is het meest bekend vanwege zijn verschijning in de Canadese televisieserie Rookie Blue (2012-2015) waarin hij het personage Nick Collins speelde, een ex-soldaat die zich aansluit bij de politie. Ook speelde hij Sir Kay in de serie Camelot

## Biografie
Mooney werd geboren in Winnipeg, Manitoba. Hij sloot zich in die stad aan bij een theatergroep en studeerde vervolgens aan de Nationale theater school van Canada, hij behaalde daar in 2004 zijn diploma.

## Carrière
Mooney's eerste grote rol was in de serie Falcon Beach waar hij het personage Dr. Adrian Keeper speelde. In 2009 was hij te zien als Tom Hoxey in de film Summer's Blood. In 2010 speelde hij Sir Kay in de serie Camelot. In 2012 bemachtigde Mooney zijn meest bekende rol als Nick Collins in de serie Rookie Blue waarin hij drie seizoenen lang speelde, in 2015 werd bekendgemaakt dat de serie geen zevende seizoen zou krijgen. Daarna speelde hij nog het personage Jeremy Bishop in de serie Saving Hope.

### Persoonlijk leven
Mooney heeft een relatie met actrice Sarah Power.

## Filmografie
- 2030 CE (2002-2003) - Stern
- The Murdoch Mysteries (2005) - Henry Pedlow
- Category 7: The End of the World (2005) - Peter
- The Artists (2006) - James Wilson
- Absolution (2006) - Steve Flannigan
- Run Robot Run! (2006) - Adam
- Falcon Beach (2006) - Adrian Keeper
- The Tower (2008) - Brian Donavan
- Summer's Moon (2009) - Tom Hoxey
- ZOS: Zone of Separation (2009) - Lt. Richard Matte
- Twelve Men of Christmas (2009) - Noah
- Harriet The Spy: Blog Wars (2010) - Lazaar James
- Camelot (2011) - Sir Kay
- Rookie Blue (2012-2015) - Nick Collins
- Republic of Doyle (2013) - Tobey Quinton
- Heartland (2013) - Brian Tanner
- Played (2013) - Alex
- The Proposal (2013) - Jack
- Parachute (2014) - Justin
- We Were Wolves (2014) - Nick
- Heroes Reborn (2015) - Francis
- Saving Hope (2015-2017) - Jeremy Bishop
- Must Kill Karl (2016) - Aubrey
- Entonces Nosotros  (2016) - Christopher
- Keely and Du  (2017) - Cole

- Biblioteca Nacional de España: XX4912197
- Bibliothèque nationale de France: cb16528923b (data)
- International Standard Name Identifier: 0000 0000 7757 7140
- Library of Congress Control Number: no2009158679
- Virtual International Authority File: 107576003
- WorldCat: E39PBJrWwDJ7jX7JBWhjKDpwYP